# Blšany
Blšany (Duits: Flöhau) is een kleine Tsjechische stad in de regio Ústí nad Labem, en maakt deel uit van het district Louny. Blšany telt 1004 inwoners (2023).
Blšany was tot 1945 een plaats met een overwegend Duitstalige bevolking. Na de Tweede Wereldoorlog werd de Duitstalige bevolking verdreven.

## Geschiedenis
- 1238 – De eerste schriftelijke vermelding van Blšany.
- 2006 – De gemeente Blšany krijgt (opnieuw) de status stad.[1]

## Sport
De plaatselijke voetbalclub FK Chmel Blšany kwam jarenlang uit op het hoogste niveau van het Tsjechische voetbal, de 1. česká fotbalová liga.